# Mats Wilander
Mats Wilander (Växjö, 22 augustus 1964) is een voormalig Zweeds tennisspeler. In zijn carrière won hij zeven grandslamtitels en driemaal de Davis Cup, in 1984, 1985 en 1987.

## Carrière
In de kwartfinale van de Davis Cup in 1982 verloor Wilander van John McEnroe, in een partij die 6 uur en 22 minuten duurde. Dat is nog steeds de langste partij in de geschiedenis van de Davis Cup. De langste partij ooit is de wedstrijd tussen John Isner en Nicolas Mahut in de eerste ronde op Wimbledon 2010, met 11 uur en 5 minuten.
Wilander bereikte in september 1988 de eerste plaats op de wereldranglijst van de ATP en behield die positie twintig weken tot januari 1989. In 1995 werd hij geschorst wegens het gebruik van cocaïne.
Hij nam afscheid van het proftennis in 1996, maar speelt nog wel geregeld in de ATP-seniorentour. In het 2001-seizoen was hij de coach van Marat Safin.
In 2002 werd Wilander opgenomen in de internationale Tennis Hall of Fame.
Momenteel presenteert Wilander samen met Barbara Schett het programma 'Game, Schett and Mats' gepresenteerd op de sportzender Eurosport. Hierin geeft hij commentaar op de gebeurtenissen van de dag gedurende grandslamtoernooien. Ook geeft hij nog wereldwijd tennisclinics.

## Privéleven
Wilander is getrouwd en woont met zijn vijf kinderen in Hailey.

## Palmares

### Enkelspel
| Nr.              | Datum             | Toernooi             | Ondergrond    | Tegenstander in finale | Score                      | Details |
| ---------------- | ----------------- | -------------------- | ------------- | ---------------------- | -------------------------- | ------- |
| Gewonnen finales |                   |                      |               |                        |                            |         |
| 1.               | 6 juni 1982       | Roland Garros (1)    | Gravel        | Guillermo Vilas        | 1-6, 7-6(6), 6-0, 6-4      | details |
| 2.               | 18 juli 1982      | Båstad (1)           | Gravel        | Henrik Sundström       | 6-4, 6-4                   | details |
| 3.               | 26 september 1982 | Geneve (1)           | Gravel        | Tomáš Šmíd             | 7-5, 4-6, 6-4              |         |
| 4.               | 10 oktober 1982   | Barcelona (1)        | Gravel        | Guillermo Vilas        | 6-3, 6-4, 6-3              |         |
| 5.               | 28 maart 1983     | Monte Carlo (1)      | Gravel        | Mel Purcell            | 6-1, 6-2, 6-3              |         |
| 6.               | 10 april 1983     | Lissabon             | Gravel        | Yannick Noah           | 2-6, 7-6(2), 6-4           |         |
| 7.               | 11 april 1983     | Aix-en-Provence      | Gravel        | Sergio Casal           | 6-3, 6-2                   |         |
| 8.               | 18 juli 1983      | Båstad (2)           | Gravel        | Anders Järryd          | 6-1, 6-2                   |         |
| 9.               | 21 augustus 1983  | Cincinnati (1)       | Hardcourt     | John McEnroe           | 6-4, 6-4                   |         |
| 10.              | 25 september 1983 | Geneve (2)           | Gravel        | Henrik Sundström       | 3-6, 6-1, 6-3              |         |
| 11.              | 9 oktober 1983    | Barcelona (2)        | Gravel        | Guillermo Vilas        | 6-0, 6-3, 6-1              |         |
| 12.              | 6 november 1983   | Stockholm            | Hardcourt (i) | Tomáš Šmíd             | 6-1, 7-5                   |         |
| 13.              | 19 oktober 1983   | Australian Open (1)  | Gras          | Ivan Lendl             | 6-1, 6-4, 6-4              | details |
| 14.              | 26 augustus 1984  | Cincinnati (2)       | Hardcourt     | Anders Järryd          | 7-6(4), 6-3                |         |
| 15.              | 7 oktober 1984    | Barcelona (3)        | Gravel        | Joakim Nyström         | 7-6, 6-4, 0-6, 6-2         |         |
| 16.              | 9 december 1984   | Australian Open (2)  | Gras          | Kevin Curren           | 6-7(5), 6-4, 7-6(4), 6-2   | details |
| 17.              | 9 juni 1985       | Roland Garros (2)    | Gravel        | Ivan Lendl             | 3-6, 6-4, 6-2, 6-2         | details |
| 18.              | 14 juli 1985      | Boston (1)           | Gravel        | Martín Jaite           | 6-2, 6-4                   |         |
| 19.              | 21 juli 1985      | Båstad (3)           | Gravel        | Stefan Edberg          | 6-1, 6-0                   |         |
| 20.              | 23 maart 1986     | Brussel (1)          | Tapijt (i)    | Broderick Dyke         | 6-2, 6-3                   | details |
| 21.              | 24 augustus 1986  | Cincinnati (3)       | Hardcourt     | Jimmy Connors          | 6-4, 6-1                   |         |
| 22.              | 29 maart 1987     | Brussel (2)          | Tapijt (i)    | John McEnroe           | 6-3, 6-4                   | details |
| 23.              | 26 april 1987     | Monte Carlo (2)      | Gravel        | Jimmy Arias            | 4-6, 7-5, 6-1, 6-3         |         |
| 24.              | 17 mei 1987       | Rome                 | Gravel        | Martín Jaite           | 6-3, 6-4, 6-4              |         |
| 25.              | 12 juli 1987      | Boston (2)           | Gravel        | Kent Carlsson          | 7-6(5), 6-1                | details |
| 26.              | 19 juli 1987      | Indianapolis         | Gravel        | Kent Carlsson          | 7-5, 6-3                   |         |
| 27.              | 24 januari 1988   | Australian Open (3)  | Hardcourt     | Pat Cash               | 6-3, 6-7(3), 3-6, 6-1, 8-6 | details |
| 28.              | 27 maart 1988     | Miami                | Hardcourt     | Jimmy Connors          | 6-4, 4-6, 6-4, 6-4         |         |
| 29.              | 5 juni 1988       | Roland Garros (3)    | Gravel        | Henri Leconte          | 7-5, 6-2, 6-1              | details |
| 30.              | 21 augustus 1988  | Cincinnati (4)       | Hardcourt     | Stefan Edberg          | 3-6, 7-6(5), 7-6(5)        |         |
| 31.              | 11 september 1988 | US Open              | Hardcourt     | Ivan Lendl             | 6-4, 4-6, 6-3, 5-7, 6-4    | details |
| 32.              | 26 september 1988 | Palermo              | Gravel        | Kent Carlsson          | 6-1, 3-6, 6-4              |         |
| 33.              | 11 november 1990  | ATP Itaparica        | Hardcourt     | Marcelo Filippini      | 6-1, 6-2                   | details |
| Verloren finales |                   |                      |               |                        |                            |         |
| 1.               | 14 maart 1982     | Brussel (1)          | Tapijt (i)    | Vitas Gerulaitis       | 4-6, 7-6, 6-2              | details |
| 2.               | 31 oktober 1982   | Bazel                | Hardcourt (i) | Yannick Noah           | 6-4, 6-2, 6-3              |         |
| 3.               | 7 november 1982   | Stockholm (1)        | Hardcourt (i) | Henri Leconte          | 7-6, 6-3                   |         |
| 4.               | 31 januari 1983   | Guarujá              | Gravel        | José Luis Clerc        | 3-6, 7-5, 6-1              |         |
| 5.               | 5 juni 1983       | Roland Garros (1)    | Gravel        | Yannick Noah           | 6-2, 7-5, 7-6(3)           | details |
| 6.               | 25 maart 1984     | Milaan               | Tapijt (i)    | Stefan Edberg          | 6-4, 6-2                   |         |
| 7.               | 16 april 1984     | Monte Carlo (1)      | Gravel        | Henrik Sundstrom       | 6-3, 7-5, 6-2              |         |
| 8.               | 5 november 1984   | Stockholm (2)        | Tapijt (i)    | John McEnroe           | 6-2, 3-6, 6-2              |         |
| 9.               | 17 maart 1985     | Brussel (2)          | Tapijt (i)    | Anders Järryd          | 6-4, 3-6, 7-5              | details |
| 10.              | 7 april 1985      | Monte Carlo (2)      | Gravel        | Ivan Lendl             | 6-1, 6-3, 4-6, 6-4         |         |
| 11.              | 26 augustus 1985  | Cincinnati           | Hardcourt     | Boris Becker           | 6-4, 6-2                   |         |
| 12.              | 23 september 1985 | Geneve               | Gravel        | Tomáš Šmíd             | 6-4, 6-4                   |         |
| 13.              | 23 september 1985 | Barcelona (1)        | Gravel        | Thierry Tulasne        | 0-6, 6-2, 3-6, 6-4, 6-0    |         |
| 14.              | 21 oktober 1985   | Tokio (indoor)       | Tapijt (i)    | Ivan Lendl             | 6-0, 6-4                   |         |
| 15.              | 9 december 1985   | Australian Open      | Gras          | Stefan Edberg          | 6-4, 6-3, 6-3              | details |
| 16.              | 23 februari 1986  | Miami                | Hardcourt     | Ivan Lendl             | 3-6, 6-1, 7-6, 6-4         |         |
| 17.              | 28 juli 1986      | Båstad               | Gravel        | Emilio Sanchez         | 7-6(5), 4-6, 6-4           |         |
| 18.              | 10 november 1986  | Stockholm (3)        | Hardcourt (i) | Stefan Edberg          | 6-2, 6-1, 6-1              |         |
| 19.              | 7 juni 1987       | Roland Garros (2)    | Gravel        | Ivan Lendl             | 7-5, 6-2, 3-6, 7-6(3)      | details |
| 20.              | 14 september 1987 | US Open              | Hardcourt     | Ivan Lendl             | 6-7(7), 6-0, 7-6(4), 6-4   | details |
| 21.              | 27 september 1987 | Barcelona (2)        | Gravel        | Martin Jaite           | 7-6(5), 6-4, 4-6, 0-6, 6-4 |         |
| 22.              | 2 december 1987   | The Masters New York | Tapijt (i)    | Ivan Lendl             | 6-2, 6-2, 6-3              | details |
| 23.              | 16 juli 1989      | Boston               | Gravel        | Andrés Gómez           | 6-1, 6-4                   |         |
| 24.              | 22 oktober 1990   | ATP Lyon             | Tapijt (i)    | Marc Rosset            | 6-3, 6-2                   | details |
| 25.              | 6 mei 1996        | ATP Pinehurst        | Gravel        | Fernando Meligeni      | 6-4, 6-2                   | details |

## Prestatietabel
| Legenda | Legenda                          |
| ------- | -------------------------------- |
| g.t.    | geen toernooi gehouden           |
| l.c.    | lagere categorie                 |
| –       | niet deelgenomen                 |
| G       | uitgeschakeld in de groepsfase   |
| 1R      | uitgeschakeld in de eerste ronde |
| 2R      | uitgeschakeld in de tweede ronde |
| 3R      | uitgeschakeld in de derde ronde  |
| 4R      | uitgeschakeld in de vierde ronde |
| KF      | uitgeschakeld in de kwartfinale  |
| HF      | uitgeschakeld in de halve finale |
| F       | de finale verloren               |
| W       | het toernooi gewonnen            |
| w-v     | winst/verlies-balans             |

### Enkelspel
| Toernooi        | 1981 | 1982 | 1983 | 1984 | 1985 | 1986 | 1987 | 1988 | 1989 | 1990 | 1991 | 1993 | 1994 | 1995 | 1996 |
| --------------- | ---- | ---- | ---- | ---- | ---- | ---- | ---- | ---- | ---- | ---- | ---- | ---- | ---- | ---- | ---- |
| Australian Open | 2R   | –    | W    | W    | F    | g.t. | –    | W    | 2R   | HF   | 4R   | –    | 4R   | 1R   | –    |
| Roland Garros   | –    | W    | F    | HF   | W    | 3R   | F    | W    | KF   | –    | 2R   | –    | 1R   | 2R   | 2R   |
| Wimbledon       | 3R   | 4R   | 3R   | 2R   | 1R   | 4R   | KF   | KF   | KF   | –    | –    | –    | –    | 3R   | –    |
| US Open         | –    | 4R   | KF   | KF   | HF   | 4R   | F    | W    | 2R   | 1R   | –    | 3R   | 1R   | 2R   | –    |

### Dubbelspel
| Toernooi        | 1983 | 1984 | 1985 | 1986 | 1987 | 1988 | 1989 | 1990 | 1991 | 1993 | 1994 | 1995 |
| --------------- | ---- | ---- | ---- | ---- | ---- | ---- | ---- | ---- | ---- | ---- | ---- | ---- |
| Australian Open | KF   | F    | HF   | g.t. | –    | –    | –    | –    | –    | –    | –    | 1R   |
| Roland Garros   | –    | –    | HF   | –    | KF   | –    | –    | –    | –    | –    | –    | 3R   |
| Wimbledon       | 2R   | 2R   | 1R   | W    | 2R   | –    | –    | –    | –    | –    | –    | 1R   |
| US Open         | 2R   | 1R   | HF   | F    | KF   | –    | –    | –    | –    | –    | –    | –    |